# Richard Hamilton
Richard William Hamilton (24. února 1922, Londýn – 13. září 2011) byl britský malíř, grafik, pedagog a kurátor považován za jednoho ze zakladatelů pop artu. Svými kolážemi reflektoval současnou kulturu a reklamu.

## Životopis
Richard Hamilton se narodil roku 1922 v dělnické rodině v Londýně. Vystudoval Royal Academy Schools. Po ukončení služby v armádě za druhé světové války pokračoval ve studiích na Slade School of Art. Roku 1952 se připojil k Nezávislé skupině, seskupení umělců a spisovatelů aktivních v hnutí pop artu. Přednášel na King’s College v Durhamu (1953–1966). V 70. letech získal mezinárodní uznání. Výstavy jeho děl jsou pořádány po celém světě.
Nezávislá skupina uspořádala výstavu Toto je zítřek ve Whitechapel Gallery v Londýně, na níž Hamilton představil své nejznámější dílo Co jen způsobuje, že jsou dnešní příbytky tak odlišné, tak přitažlivé? Tato fotomontáž je plná reklamních ikon odkazujících na spotřební životní styl v 60. letech. Mimo jiné zde vidíme i americké lízátko Tootsie, které má na obalu napsané slovo „pop“, což je odkaz k Johnu McHaleovi, který na tomto díle spolupracoval a který prý v roce 1954 jako první použil termín pop art.

## Dílo (výběr)
- 1952: Study for Respective, tuš, akvarel na papíri, 23,5×20 cm, Muzeum Abteiberg, Mönchengladbach
- 1967: Sieves, ve spolupráci s Marcelem Duchampem, sítotisk mezi dvěma skleními platněmi, 51×63 cm, Muzeum Abteiberg, Mönchengladbach

## Ocenění (výběr)
- 1988: Turner Prize
- 1997: Arnold-Bode-Preis
- 2007: Max-Beckmann-Preis
- 2008: Praemium Imperiale